# Max Puttman
Max Puttman es un deportista australiano que compitió en vela en la clase Tornado. Ganó dos medallas en el Campeonato Mundial de Tornado, plata en 2018 y oro en 2019.

## Palmarés internacional
| Campeonato Mundial | Campeonato Mundial        | Campeonato Mundial | Campeonato Mundial |
| Año                | Lugar                     | Medalla            | Clase              |
| ------------------ | ------------------------- | ------------------ | ------------------ |
| 2018               | La Grande-Motte (Francia) | Medalla de plata   | Tornado            |
| 2019               | Takapuna (Nueva Zelanda)  | Medalla de oro     | Tornado            |